# Two Kettles
Two Kettles , Oóhenuŋpa ali O'ohe Nuŋpa (tudi Oohenonpa) so severnoameriško pleme Indijancev Amerike in pripadajo plemenu Lakota. Ime »Two Kettles« je angleški prevod samoimenovanja »Oóhenuŋpa« (»Dve kuhanji« ali »Dva kotlička« ali »Dvojno vrenje«, »oóhe« – »pripravljen obrok« in »núŋpa« – »dva«, kar pomeni približno »bogataš«).
Lakota so pleme plemenske zveze Sedem ognjev ali Sujev, jezikovne skupine Siouan.  
Plemensko zvezo Sedem Ognjev ali Sujev tvorijo še štiri plemena vzhodnih Dakot Mdewakanton, Sisseton, Wahpekute in Wahpeton ter dve plemeni zahodnih Dakot Yanktonai in Yankton.
Lakote so se delili nadalje na tri regionalne skupine in sedem podplemen:
1. Severne Lakote
- Hunkpapa[2][3]
- Sihasapa (Blackfeet, ne smejo se zamenjevati s sovražnimi algonkinsko govorečimi Blackfoot)[4]

2. Srednje Lakote
- Minneconjou
- Sans Arc (Itazipco)
- Two Kettles (Oohenonpa ) (nekoč del skupine Wanhin Wega Band iz Minneconjou skupine, neodvisna od okoli leta 1840)[6]

3. Južne Lakote
- Oglala
- Brule (Sicangu)[7]

## Skupine ali Thiyóšpaye Two Kettles
Two Kettles se pogosto imenujeta skupaj z Minneconjou (Mnikȟówožu ali Hokwoju - 'Rastline ob vodi') in Itazipco (iz Itázipčho, Itazipcola, Hazipco - 'Tisti, ki lovijo brez lokov', francosko Sans Arc) kot osrednji Lakota in so razdeljeni v naslednje skupine:
- Wanúŋwaktenula (tudi Waniwacteonila - 'Ubit po nesreči')
- Šúŋkayútešni ('Tisti, ki ne jedo psov')
- Mnišála ('Rdeča voda', prvotno odcepljena skupina istoimenskega tiyošpayeja, 'Itázipčho' (Sans Arc), ki se je pridružila O'ohe Nuŋpa)
- Oiglapta ('Vzemi vse, kar je ostalo')

Two Kettles so prvotno pripadali 'Wanhin Wega' ('Zlomljena puščica'), skupini Minneconjou, vendar so se od njih okoli leta 1840 ločili in postali neodvisna skupina.
Oóhenuŋpa so pogosto razdeljeni v dve plemenski skupini:
- Oóhenúŋpa (Oohe Noⁿpa - 'Dve kuhanji' ali 'Dva kotlička' ali 'Dvojno vrenje')
- Ma Waqota (Ma-wahota - 'Koža, premazana z belkasto zemljo')

Glej tudi:
- Suji
- Dakota
- Yankton
- Yanktonai
- Sisseton
- Wahpekute
- Wahpeton
- Mdewakanton